# Kihō
Kihō (japanska: 紀宝町?, Kihō-chō) är en landskommun (köping) i Mie prefektur i Japan.  